# Epitola ivoriensis
Epitola ivoriensis är en fjärilsart som beskrevs av Jackson 1967. Epitola ivoriensis ingår i släktet Epitola och familjen juvelvingar. Inga underarter finns listade i Catalogue of Life.